# شورش زط
شورش زط (به عربی: ثورة زُط)، شورشی بود در زمان خلیفه عباسی، معتصم در مناطق بندری عراق رخ داد که موجب بروز بازار سیاه در عراق شده بود که سرانجام عُجَیف بن عَنبَسه آن‌ها را سرکوب و به آسیای صغیر تبعید کرد.

## شرح واقعه
زطها افرادی از کارگران و جاشوهای هندی بودند که از مدت‌ها در بنادر عراق به خصوص بصره، مشغول کارگری و باربری بودند.
کم‌توانی آنها در درکسب درآمد برای خود موجب شد آنها به غارت و چپاولگری روی آورده و منابع زندگی خود را از آن طریق به دست بیاورند. آنان بر سر مسیر کاروان‌ها و کشتی‌های تجاری کمین کرده و راه را بروی کاروان‌هایی که عازم بغداد بودند، می‌بستند و به غارت و چپاول کاروان‌ها می‌پرداختند که در نتیجه موجب گرانی و ایجاد بازار سیاه در عراق شده بودند. در نتیجه این اعمال، معتصم عباسی ابتدا احمد بن سعید باهلی را برای سرکوبی آنان فرستاد اما شورشیان زط احمد بن سعید را به سختی شکست دادند و دستگاه خلافت را تهدید کردند که با واکنش آنها روبه‌رو خواهد شد. پس از مدتی، معتصم یکی از سرداران مشهور خود به نام عجیف بن عنبسه را همراه با سپاهی گران از ترکان و اعراب عازم نبرد با زطها کرد. عجیف برای شکست آنها در نزدیکی واسط اردو زد و آب را از رودهایی که مسیر رفت‌وآمد زطها بود، بست تا آنها در شرایطی دشوار قرار دهد. سرانجام پس از نه ماه جنگ بین طرفین، زطها نیروهای خود را از دست داده و از لحاظ مادی در شرایط بغرنجی قرار داشتند، تسلیم عجیف شدند. عجیف تمامی زطها همراه با خانواده‌هایشان دستگیر و به بغداد فرستاد؛ و معتصم عباسی از ترس شورش دوباره آنها، زطها را به آسیای صغیر تبعید کرد و پس از آن در نبردی به دست امپراتور روم شرقی (بیزانس) اسیر شده و به اروپا منتقل شدند که در آنجا به کولی شهرت یافتند.